# Sedum dongzhiense
Sedum dongzhiense är en fetbladsväxtart som beskrevs av D.Q. Wang och Y.L. Shi. Sedum dongzhiense ingår i Fetknoppssläktet som ingår i familjen fetbladsväxter. Inga underarter finns listade i Catalogue of Life.